# Stipa dasyphylla
Stipa dasyphylla là một loài thực vật có hoa trong họ Hòa thảo. Loài này được (Lindem.) Czern. ex Trautv. miêu tả khoa học đầu tiên năm 1884.